# Glossosoma aequale
Glossosoma aequale är en nattsländeart som beskrevs av Banks 1940. Glossosoma aequale ingår i släktet Glossosoma och familjen stenhusnattsländor. Inga underarter finns listade i Catalogue of Life.